# ヨハネス・フォン・リヒテンシュタイン (1873-1959)

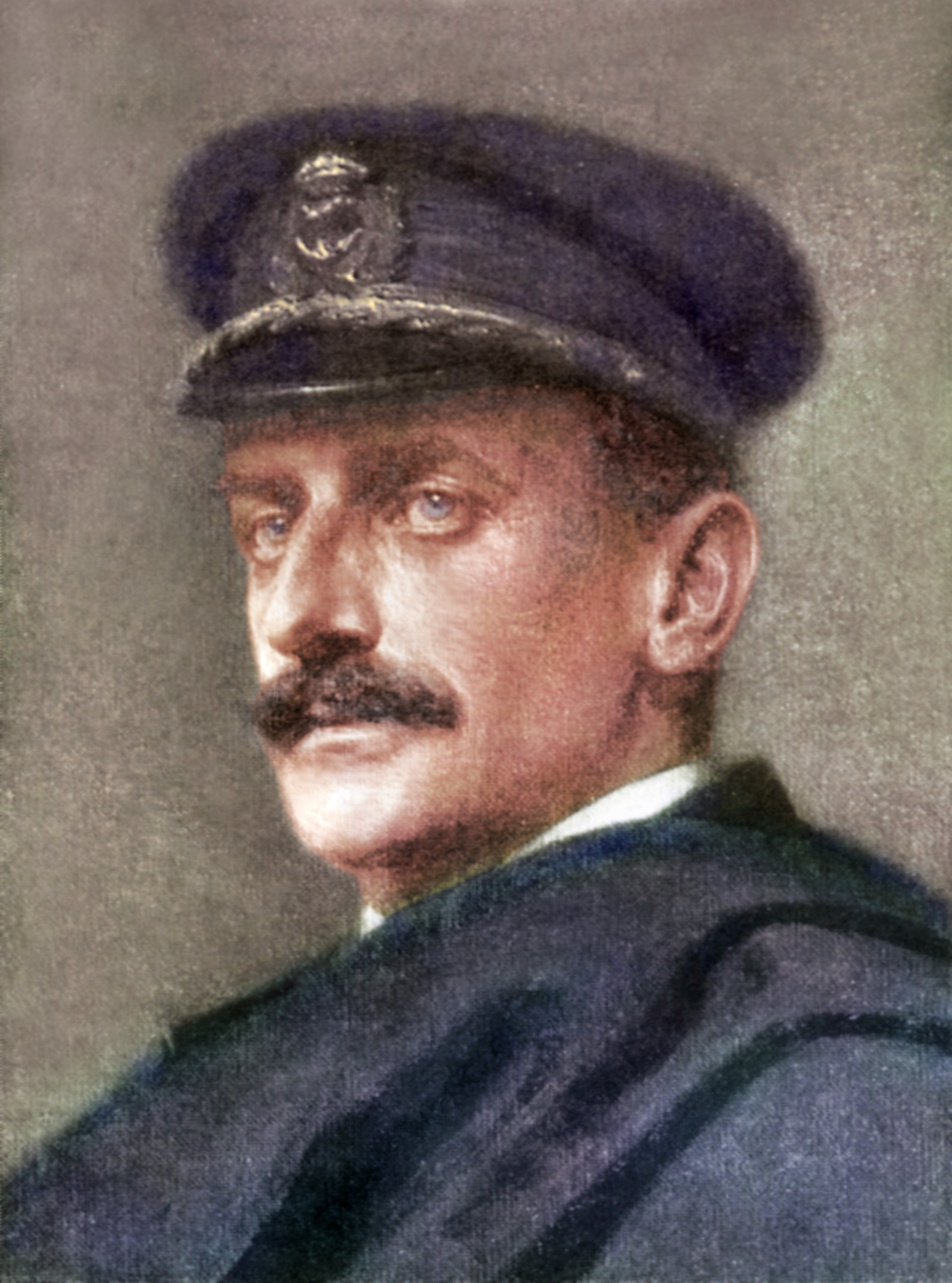
リヒテンシュタイン侯子ヨハネス

ヨハネス・フォン・ウント・ツー・リヒテンシュタイン（Prinz Johannes von und zu Liechtenstein, 1873年1月6日 ウィーン - 1959年9月3日 ホーレンエッグ城）は、リヒテンシュタインの侯子で、オーストリア＝ハンガリー帝国海軍の軍人。
リヒテンシュタイン公ヨハン2世の姉ヘンリエッテ侯女と、その従弟アルフレート侯子の間の第6子・四男。正式な洗礼名はヨハネス・フランツ・アルフレート・マリア・カスパー・メルヒオール・バルタザール（Johannes Franz Alfred Maria Caspar Melchior Balthasar）。二重帝国海軍で軍人としてキャリアを積み、1912年には在イタリア大使館付き海軍駐在武官となるが、1915年オーストリアとイタリアが交戦国となると退去する。第一次世界大戦では海軍大佐（戦列艦艦長）としてカッタロに駐屯する戦艦の艦長を務めた。大戦末期には墺伊間のヴィラ・ジュスティ休戦協定の交渉を担当したが、大戦終結と同時に軍務を引退した。
1921年金羊毛騎士団騎士に叙任。また君主制廃止でハプスブルク家の総長が不在となった聖ゲオルク騎士団の運営にも携わったが、同騎士団は1938年のアンシュルスに際しナチス・ドイツの命令で解散を余儀なくされた。1959年に86歳で死去。

## 子女
1906年9月6日ブダペストで、ハンガリー首相ジュラ・アンドラーシの甥にあたるゲーザ・アンドラーシ伯爵の長女マリッツァ・アンドラーシと結婚、間に4人の男子を得た。
- アルフレート・ゲーザ・ヨハン・ディオニス・マリア・ヨーゼフ（1907年 - 1991年） - 1932年ルドミラ・フォン・ロプコヴィッツ侯女と結婚
- カール・エマヌエル・ヨハネス・ガブリエル・マリア・ヨーゼフ（英語版）（1908年 - 1987年）
- ヨハネス（‛‛ハンス‛‛）・フランツ・デ・パウラ・ガブリエル・イルデフォンス・フェリックス・クレメンス・マリア・ヨーゼフ（ドイツ語版）（1910年 - 1975年） - 1936年カロリーネ・フォン・レデブール＝ヴィヒェルン伯爵令嬢と結婚
- コンスタンティン・フランツ・ニコラウス・カール・ハインリヒ・ダゴベルト・アントン・フォン・パドゥア・イルデフォンス・マリア（1911年 - 2001年） -1941年エリーザベト・フォン・ロイツェンドルフと結婚、1977年イロナ・エステルハージ・デ・ガランタ伯爵令嬢と結婚

孫息子の1人アルブレヒト（三男ハンスの次男）は、モデルのタマラ・ナイマンとの貴賤結婚に伴い、リヒテンシュタイン家のボヘミアの旧所領に由来するリヒテンシュタイン貴族の爵位ランツクローン男爵家を創設している。